# Partit Occitan
El Partit Occitan (PO, Partido Occitano en idioma occitano) es un partido político de Occitania, región que se divide entre Francia, España, Mónaco e Italia. Se formó en Toulouse en 1987 a partir de la unión de algunas listas regionalistas de las elecciones de 1986 como Unión Occitana de Tarn, Per las regionalas, Los Regionalistas de l’Alta Garona, así como los restos de Volèm Viure al País y Païs Nòstre.
Ese mismo año representaron a Occitania en la Conferencia de Naciones sin Estado de Europa Occidental (CONSEO) en la que participaron otras organizaciones Emgann (Bretaña), el MCA de Córcega, el Sinn Féin de Irlanda, Herri Batasuna del País Vasco, el Bloque Nacionalista Galego (BNG) de Galicia y la Crida a la Solidaritat en defensa de la Llengua, la Cultura i la Nació Catalanes por Cataluña.
Se ha presentado con cierto éxito a las elecciones locales, ya que dominan algunas comunas rurales, y en las regionales en el Languedoc y Provenza. Forma parte de la Alianza Libre Europea (EFA) y su propósito es hacer emerger la cuestión occitana del dominio público, desalienar y concienciar al pueblo occitano y relanzar un movimiento occitanista creíble, a favor del reconocimiento y la autonomía occitana. 
En las elecciones regionales francesas de 1992 obtuvieron el 5,87% de los votos en Provenza y un diputado incluido dentro de Génération écologie en la Alta Garona. En las elecciones de 1993 obtuvieron el 1% en el distrito de Ais y el 7,12% en Castres.
Desde las elecciones regionales de 2015 tiene un escaño en el Consejo regional de Occitania.